# (1702) Kalahari
(1702) Kalahari – planetoida z pasa głównego asteroid okrążająca Słońce w ciągu 4 lat i 305 dni w średniej odległości 2,86 au. Została odkryta 7 lipca 1924 roku w Leiden Station w Johannesburgu przez Ejnara Hertzsprunga. Nazwa planetoidy pochodzi od kotliny Kalahari. Przed nadaniem nazwy planetoida nosiła oznaczenie tymczasowe (1702) A924 NC.